# نامور
نَامُور أو نَمُور هي مدينة بلجيكيّة وعاصمة الإقليم الوالوني ولمقاطعة تحمل نفس الاسم. الاسم يستخدم أيضا للتدليل على بلدية نامور.

## معرض صور

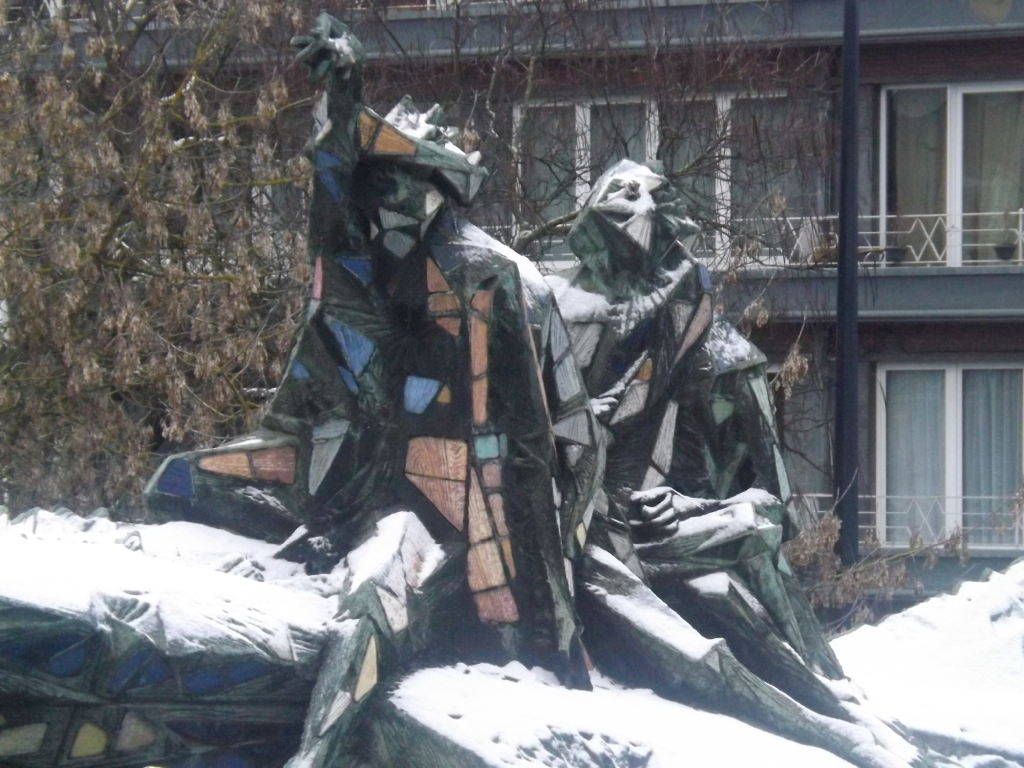
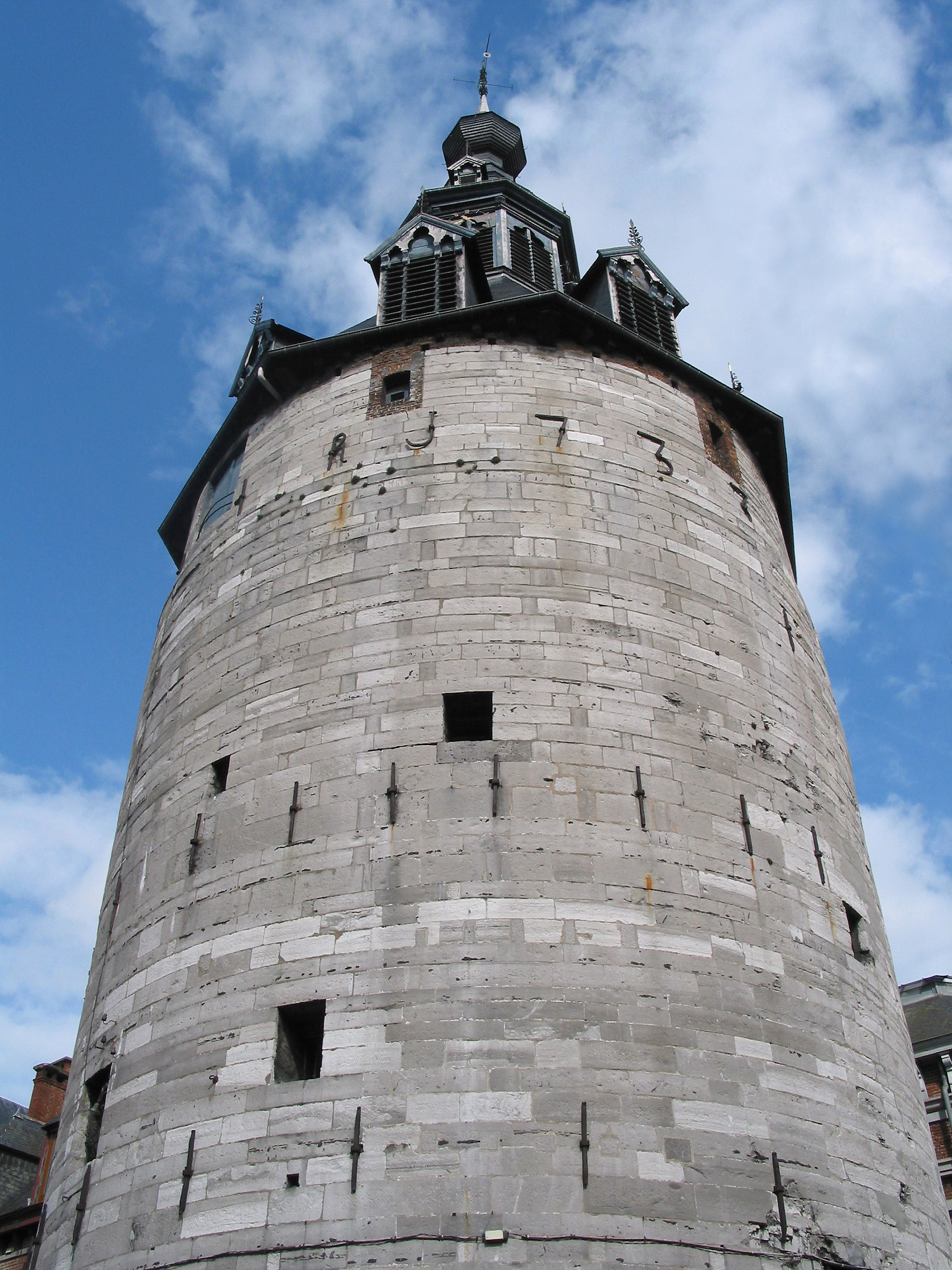
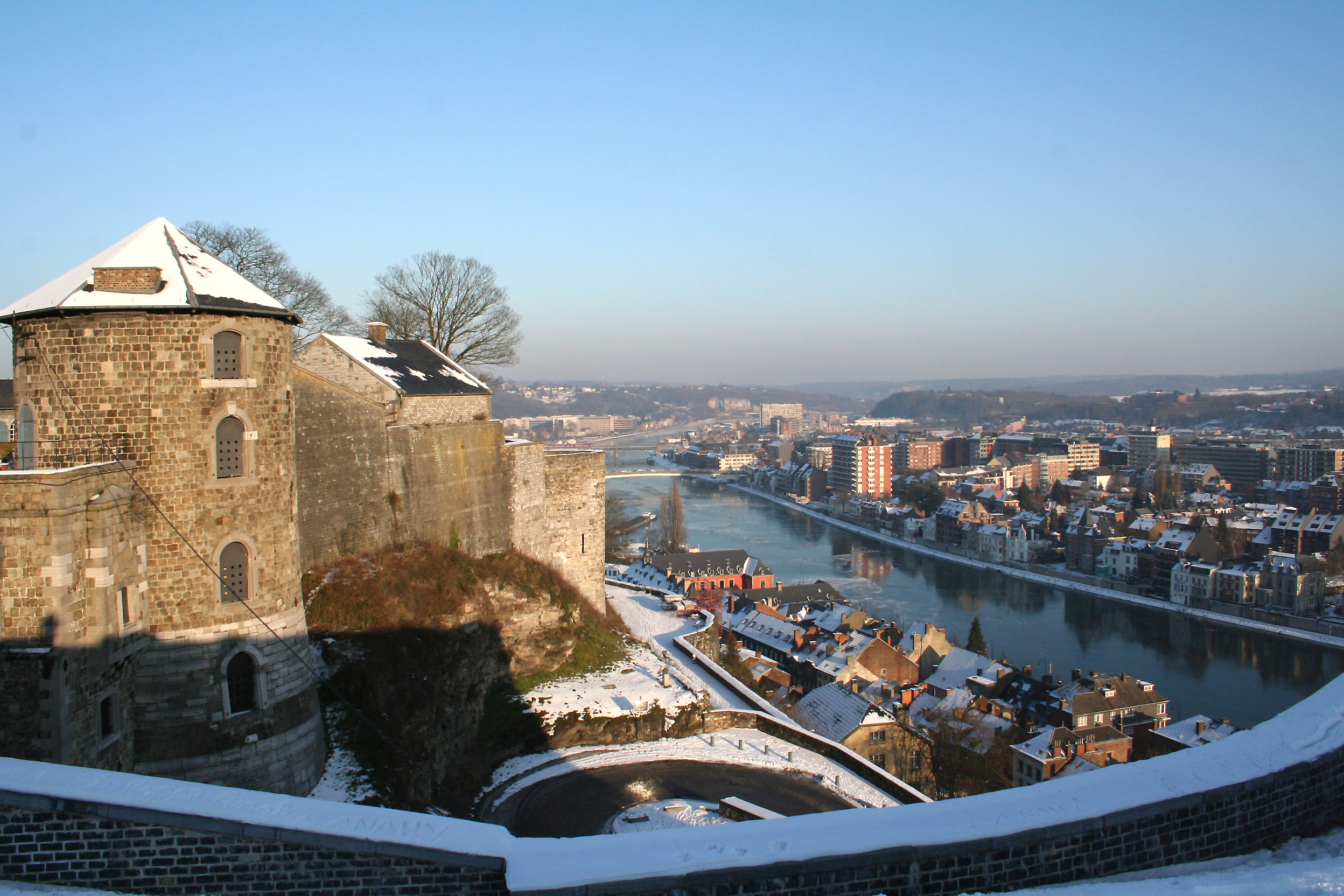
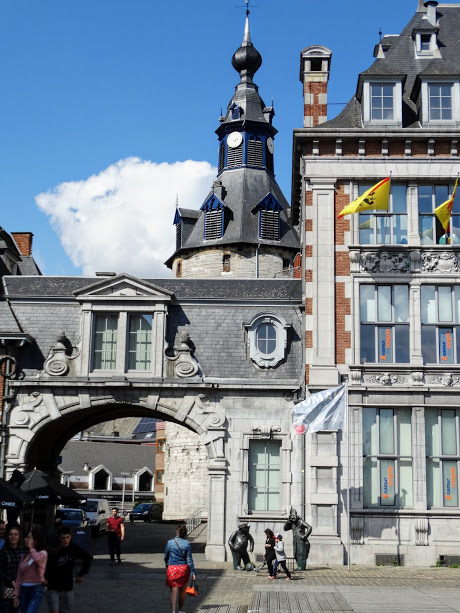
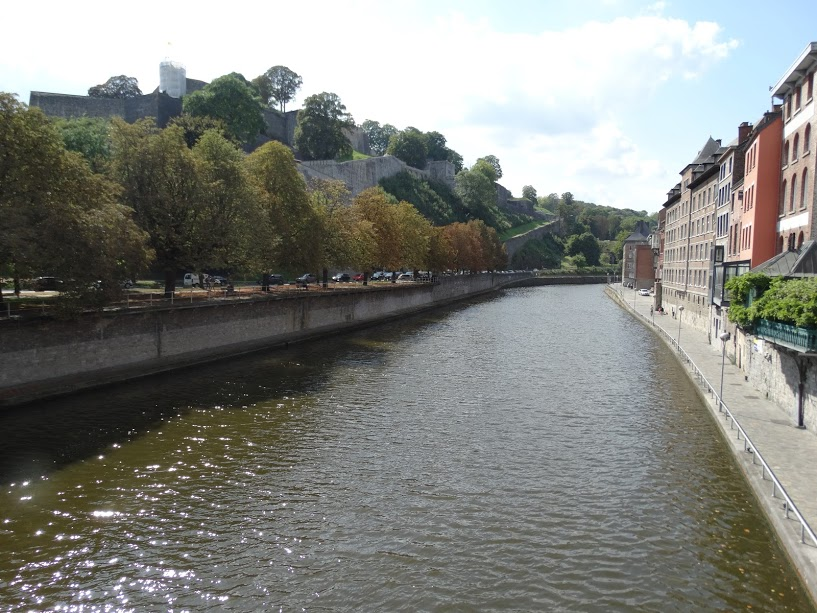
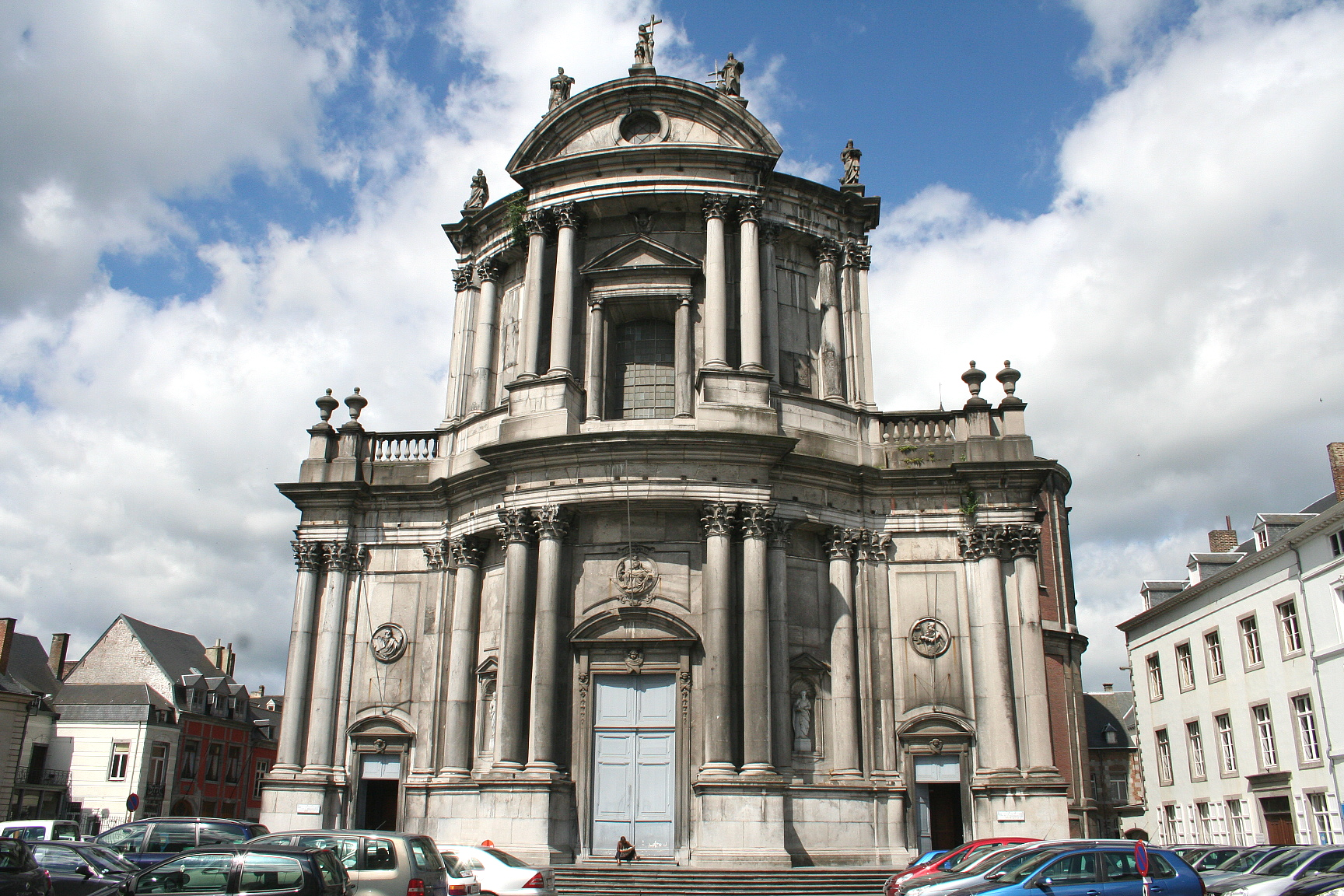

## توأمة
لنامور اتفاقيات توأمة مع كل من:
- منتون
- مدينة كيبك
- إمبولي
- بيلمونت
- سوبتيتسا
- أوغاكي
- لافاييت
- بورغ أون بريس
- براتيسلافا

## أعلام
- جوزيف أندريه
- فيرغوس أندرسون
- فيليكس روسو
- بول هنري
- سيسيل دي فرانس
- أوليفيه روكوس
- شارل ميشيل
- هنري ميشو
- جان ويليام
- بينويت بولفوردي